# Coelidium cedarbergensis
Coelidium cedarbergensis är en ärtväxtart som beskrevs av Granby. Coelidium cedarbergensis ingår i släktet Coelidium, och familjen ärtväxter. Inga underarter finns listade i Catalogue of Life.